# 森林之子毛克利
《森林之子毛克利》（英語：Mowgli: Legend of the Jungle）是一部2018年上映的美國冒險片奇幻電影，由安迪·瑟克斯執導。電影改編自魯德亞德·吉卜林的著名英國小說《叢林奇譚》。由羅漢·錢德、馬修·瑞斯和芙蕾达·平托主演，克里斯汀·貝爾、凱特·布蘭琪、班奈狄克·康柏拜區、娜奥米·哈里斯和瑟克斯聲演和動作捕捉。
該片原本由華納兄弟公司發行；但於2018年7月將本片的版權賣給Netflix，2018年12月7日上線。

## 演員

### 人類
| 演員                     | 角色                        |
| 羅漢·錢德 Rohan Chand    | 毛利 Mowgli                 |
| 馬修·瑞斯 Matthew Rhys   | 約翰·洛克伍德 John Lockwood |
| 芙蕾达·平托 Freida Pinto | 梅蘇亞 Messua               |

### 動物
| 演員                                   | 角色                  | 物種     |
| 克里斯汀·貝爾 Christian Bale           | 巴希拉 Bagheera       | 黑豹     |
| 凱特·布蘭琪 Cate Blanchett             | 卡奥 Kaa              | 亞洲岩蟒 |
| 班奈狄克·康柏拜區 Benedict Cumberbatch | 謝利·可汗 Shere Khan  | 孟加拉虎 |
| 娜奥米·哈里斯 Naomie Harris            | 尼莎 Nisha            | 印度狼   |
| 安迪·瑟克斯 Andy Serkis                | 巴魯 Baloo            | 懒熊     |
| 彼得·穆蘭 Peter Mullan                 | 阿基拉 Akela          | 印度狼   |
| 傑克·雷諾 Jack Reynor                  | 野狼兄弟 Brother Wolf | 印度狼   |
| 埃迪·馬森 Eddie Marsan                 | 維汗 Vihaan           | 印度狼   |
| 湯姆·荷蘭德 Tom Hollander              | 塔巴奎 Tabaqui        | 条纹鬣狗 |

## 製作

### 拍攝
正式拍攝於2015年3月9日進行。

## 發行
電影原定片名為《Jungle Book: Origins》，並定於2016年10月上映。2014年12月，電影延期於2017年10月。2016年4月，在迪士尼的《與森林共舞》席捲全球票房後，電影延期至2018年10月19日上映，並將片名改為《Jungle Book》。2018年7月，Netflix以未公開的價格從華納兄弟那買下了該片的全球發行權，並定於2019年上映。2018年11月，電影改名為《Mowgli: Legend of the Jungle》，並定於2018年12月7日上線。但該片仍於2018年11月29日在美國和英國有限上映。